# Bensalem Smili
Bensalem Smili (en arabe : بنسالم الصميلي), né en 1921 à Fès et mort le 29 mai 2012 est un homme politique marocain.

## Biographie
Bensalem Smili effectue des études de mathématiques générales au collège Moulay Driss de Fès, au Maroc, puis à l'École centrale de Lyon.
Au lendemain de l'indépendance, il est nommé à la tête du service administratif au ministère du Commerce, puis secrétaire général du ministère de la Défense nationale.
De 1959 à 1961, il est nommé par sa majesté le Roi Hassan II à la tête de la Direction des douanes et impôts indirects, le premier de l'histoire du pays.
De 1966 à 1970, il est nommé président-directeur général de la Compagnie marocaine de navigation, COMANAV.
De 1970 à 1981, il est une nouvelle fois nommé à la tête de la Direction des douanes et impôts indirects.
Le 5 novembre 1981, il est nommé ministre de la Pêche maritime et de la Marine marchande dans le gouvernement Bouabid II, le premier de l'histoire du pays, poste qu'il gardera dans les gouvernements Lamrani III, Lamrani IV/Laraki et Lamrani V jusqu'en 1993.

## Décorations
- Classe exceptionnelle de L'ordre du Trône (en arabe : وسام العرش),Ouissam El Arch (Maroc)[3]
- Chevalier commandeur de l'Ordre royal de Victoria (Royaume-Uni)[3]
- Grand-croix de l'ordre du Mérite du Portugal[3]
- Grand officier de l'ordre national du Mérite (France)[3]
- Croix de grand commandeur de l'ordre du Mérite (Allemagne)[3]
- Commandeur de l'ordre du Dannebrog (Danemark)[3]
- Grand-croix de l’Ordre du Trésor sacré (Japon)[3]
- Grand-croix de l'ordre du Mérite civil d'Espagne[3]